# Maximilian Böttcher
Maximilian Böttcher (* 20. Juni 1872 in Schönwalde; † 16. Mai 1950 in Eisenach) war ein deutscher Schriftsteller.

## Leben
Der Kaufmannssohn wurde nach einem Studium der Landwirtschaft Journalist und freier Schriftsteller. Er heiratete und lebte in Berlin, wo 1895 ein Sohn zur Welt kam. Böttcher produzierte in den zwei Jahrzehnten bis zum Ersten Weltkrieg rund 50 Werke, darunter über 20 Theaterstücke, mehrheitlich Lustspiele, und 13 Romane. Im Jahr 1908 gründete er das Klassische Theater für die höheren Lehranstalten. Von 1924 bis 1926 war er Redakteur des Deutschen Weidwerks, des Organs des Allgemeinen Deutschen Jagdschutzverbands. Ab 1930 in Eisenach lebend, schrieb er Jagdbücher und Tiergeschichten, etwa die Liebesgeschichte unter Rehen Hochzeit im Moor, wobei er mit dem bekannteren Hermann Löns konkurrierte, und weiterhin auch Theaterstücke und Romane mit sozialen und historischen Motiven.
Die in Berlin spielende Komödie Krach im Hinterhaus war in der Spielzeit 1936/37 ein großer Theatererfolg. Das laut Joseph Goebbels „nicht sehr sympathische Bild von Bewohnern der Reichshauptstadt“ kam im Jahr 1935 in Veit Harlans Regie als Film Krach im Hinterhaus mit Starbesetzung und der Musik von Will Meisel heraus. Am 1. Dezember 1937 beantragte Böttcher die Aufnahme in die NSDAP und wurde rückwirkend zum 1. Mai aufgenommen (Mitgliedsnummer 5.966.727). Im Jahr 1939 entstand sein Lustspiel Krach im Vorderhaus, das 1941 in der Regie von Paul Heidemann mit der Musik von Walter Kollo verfilmt wurde. Die für seinen 70. Geburtstag 1942 beantragte Goethe-Medaille für Kunst und Wissenschaft wurde abgelehnt.
In Westdeutschland erschienen nach 1945 Neuauflagen mehrerer Werke Maximilian Böttchers, zuletzt 1989 der Roman Krach im Hinterhaus. Das Theaterstück wurde gelegentlich inszeniert und 1949 in der Regie von Erich Kobler erneut verfilmt. Der Österreichische Rundfunk sendete 1966 einen gleichnamigen Fernsehfilm mit einer von Hans Schubert nach Wien verlegten Handlung.
In der Deutschen Demokratischen Republik kamen 1953 Böttchers Werke Herren von gestern und morgen, Das stärkere Blut, Ewige Sehnsucht, die 1942er Auflage von Krach im Vorderhaus und die 1943er von Die Wolfrechts auf die Liste der auszusondernden Literatur.
Böttchers Sohn Helmuth Maximilian Böttcher wurde ebenfalls Schriftsteller und nannte sich in Abgrenzung zum Vater Helmuth M. Böttcher. Maximilian Böttcher wurde im Grab des Vaters seiner Schwiegertochter, Paul Reuss (Gründer der Kyffhäuserhütte und der Hörselwerke), in Eisenach beigesetzt.

## Werke

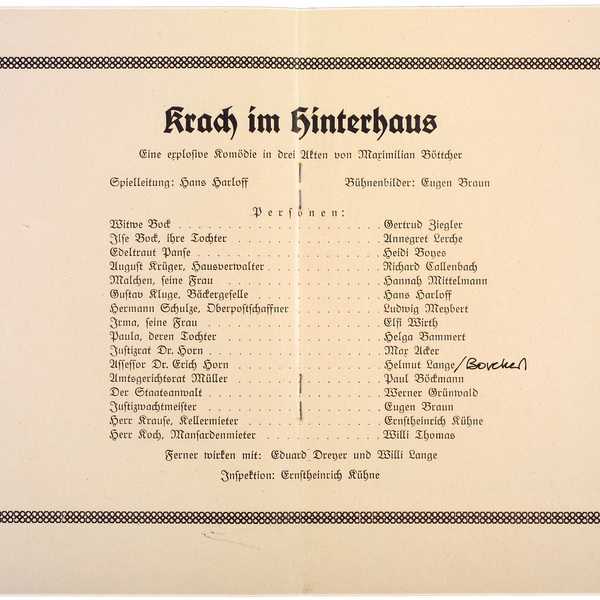
Aufführung 1941 mit Wolfgang Borchert

- Die Blankenburgs. Roman. Sunlicht Verlag, Rheinau b. Mannheim, o. J. (um 1900)
- Willst du Richter sein?. Grethlein & Co., Leipzig, Berlin, Frankfurt a. M., Paris 1911
- Das Liebesfest des Waldfreiherrn. Ein Jagdidyll. Ernst Keils Nachfolger (August Scherl), Leipzig 1923
- Tauroggen. Das Drama Yorcks und seiner Offiziere. Ein Schauspiel aus Preußens Not und Erhebung. Kyffhäuser-Verlag, Berlin 1923
- Des Deutschen Weidwerks Hohes Lied. Zur Fünfzigjahrfeier des A.D.J.V. Verlag des Allgemeinen Deutschen Jagdschutzvereins, Berlin 1925.
- Rings ums Jagdjahr. Philipp Reclam jun., Leipzig 1929
- Tiere und Menschen. Aus sechs Jahrzehnten starken und frohen Lebens. Tradition Wilhelm Kolk, Berlin 1932
- Herren von gestern – und morgen. Roman nach dem Tagebuch des Deutschen Thomas Wolfrecht. Philipp Kühner, Eisenach 1933
- Das stärkere Blut. Philipp Kühner, Eisenach 1934
- Krach im Hinterhaus. Komödie in drei Akten. Philipp Kühner, Eisenach 1934
- Krach im Hinterhaus. Roman. Buchwarte-Verlag Lothar Blanvalet, Berlin 1936 (Goldmann, 1989, ISBN 3-442-07249-2)
- Hochzeit im Moor. Eines Freien Liebe und Tod. Philipp Kühner, Eisenach 1933
- Krach im Vorderhaus. Ein Berliner Roman. Aufwärts-Verlag Maxim Klieber, Berlin 1939 (6. Auflage)
- Lachen im Walde. Ungereimtes und Gereimtes von Tieren und Menschen. Antäus, Leipzig o. J. (1940)
- Die Wolfrechts. Roman eines Deutschen. Antäus, Lübeck, Leipzig 1940
- Ewige Sehnsucht. Antäus-Verlag, Lübeck 1942